# Paul Kimmelstiel
Paul Herbert Kimmelstiel (* 21. März 1900 in Hamburg; † 7. Oktober 1970 in Oklahoma City) war ein deutsch-amerikanischer Pathologe. Er gilt zusammen mit Clifford Wilson als Erstbeschreiber der diabetischen Nephropathie. Diese wird daher auch als Kimmelstiel-Wilson-Syndrom bezeichnet.

## Leben

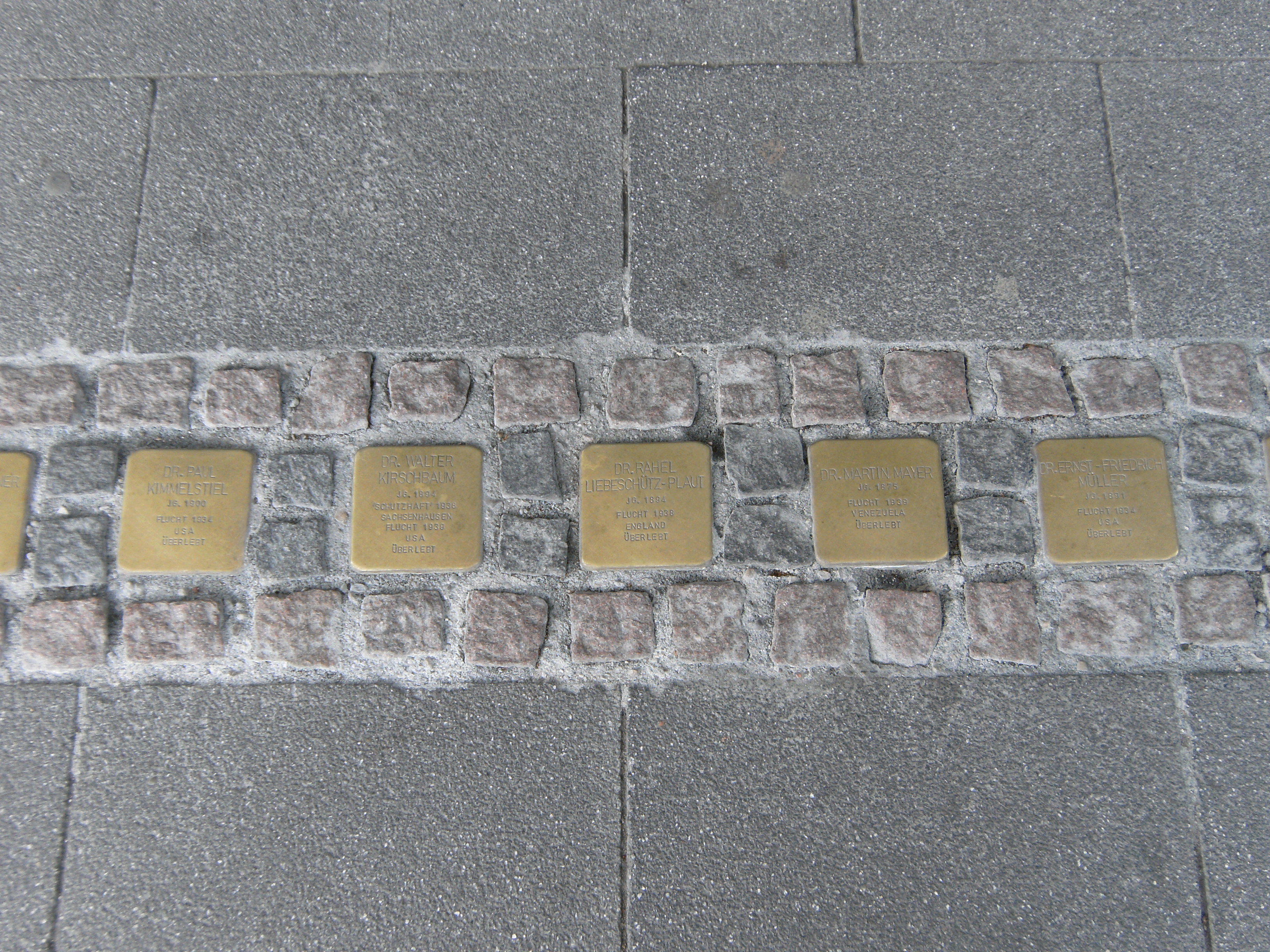
Stolpersteine vor dem Eingang zum Hauptgebäude O 10 des Universitätsklinikums Hamburg, darunter Stolperstein für Paul Kimmelstiel

Kimmelstiel wurde im Jahr 1900 als Sohn einer jüdischstämmigen Hamburger Kaufmannsfamilie geboren und studierte später Medizin an den Universitäten Hamburg, Kiel, München, Bonn und  Tübingen. Er promovierte 1923 zum Dr. med. und habilitierte sich 1930 für das Fach Pathologie am Universitätsklinikum Hamburg-Eppendorf. Nach der „Machtergreifung“ durch die Nationalsozialisten musste er mit seiner Frau und zwei kleinen Kindern Deutschland verlassen und emigrierte in die USA.
Dort konnte er an der Harvard University als Pathologe unter George Kenneth Mallory (Jahrgang 1900) arbeiten, wo er mit Clifford Wilson zusammentraf, der dort als prominenter Gastdozent einen Forschungsaufenthalt absolvierte. Zusammen beschrieben sie dann die kapillären Veränderungen des Nierenkörperchens im Zuge einer diabetischen Nephropathie.
Von 1958 bis 1966 arbeitete Kimmelstiel als Professor für Pathologie in Milwaukee und hatte während seiner letzten vier Lebensjahre den Lehrstuhl für Pathologie an der University of Oklahoma inne.

## Schriften
- Über die Tracheopathia-chondro-osteoplastica. Hamburg 1925
- Zur Kenntnis des Galaktosidstoffwechsels. Berlin 1931
- Mit Clifford Wilson: Intercapillary Lesions in the Glomeruli of the Kidney. In: The American Journal of Pathology. Band 12, 1936, S. 83–98.